# Heřmanov (Čejkovice)
Heřmanov (německy Herrmannsdorf) je vesnice, součást obce Čejkovice v okrese Znojmo. Do roku 1958 se také jednalo o samostatné katastrální území.

## Historie
Ves Heřmanov vznikla v roce 1788 v těsné blízkosti Čejkovic při parcelaci místního dvora, který patřil Louckému klášteru. Heřmanov leží jižně od silnice z Lechovic do Břežan a již brzo po svém založení se stavebně propojil s Čejkovicemi, které na něj severně navazují. Na jižním okraji Čejkovic, při bývalé hranici s Heřmanovem, se nachází kostel Panny Marie Sněžné. Původní Heřmanov byl tvořen oboustrannou ulicovkou (dnes ulice od čp. 92 k jihu), ze které vedla krátká kolmá ulice východním směrem k zárodku druhé ulicovky za kostelem.
Po zrušení patrimoniální správy v polovině 19. století byl Heřmanov samostatnou obcí. V roce 1948 byl připojen k Čejkovicím a v 50. letech ztratil i status místní části. Katastrální území Heřmanova bylo zrušeno v roce 1958 a jeho plocha přičleněna k čejkovickému katastru.

## Obyvatelstvo
| 1869 | 1880 | 1890 | 1900 | 1910 | 1921 | 1930 | 1950 | 1961 | 1970 | 1980 | 1991 | 2001 | 2011 |
| ---- | ---- | ---- | ---- | ---- | ---- | ---- | ---- | ---- | ---- | ---- | ---- | ---- | ---- |
| 241  | 242  | 251  | 235  | 253  | 266  | 248  | 113  | —    | —    | —    | —    | —    | —    |

## Galerie

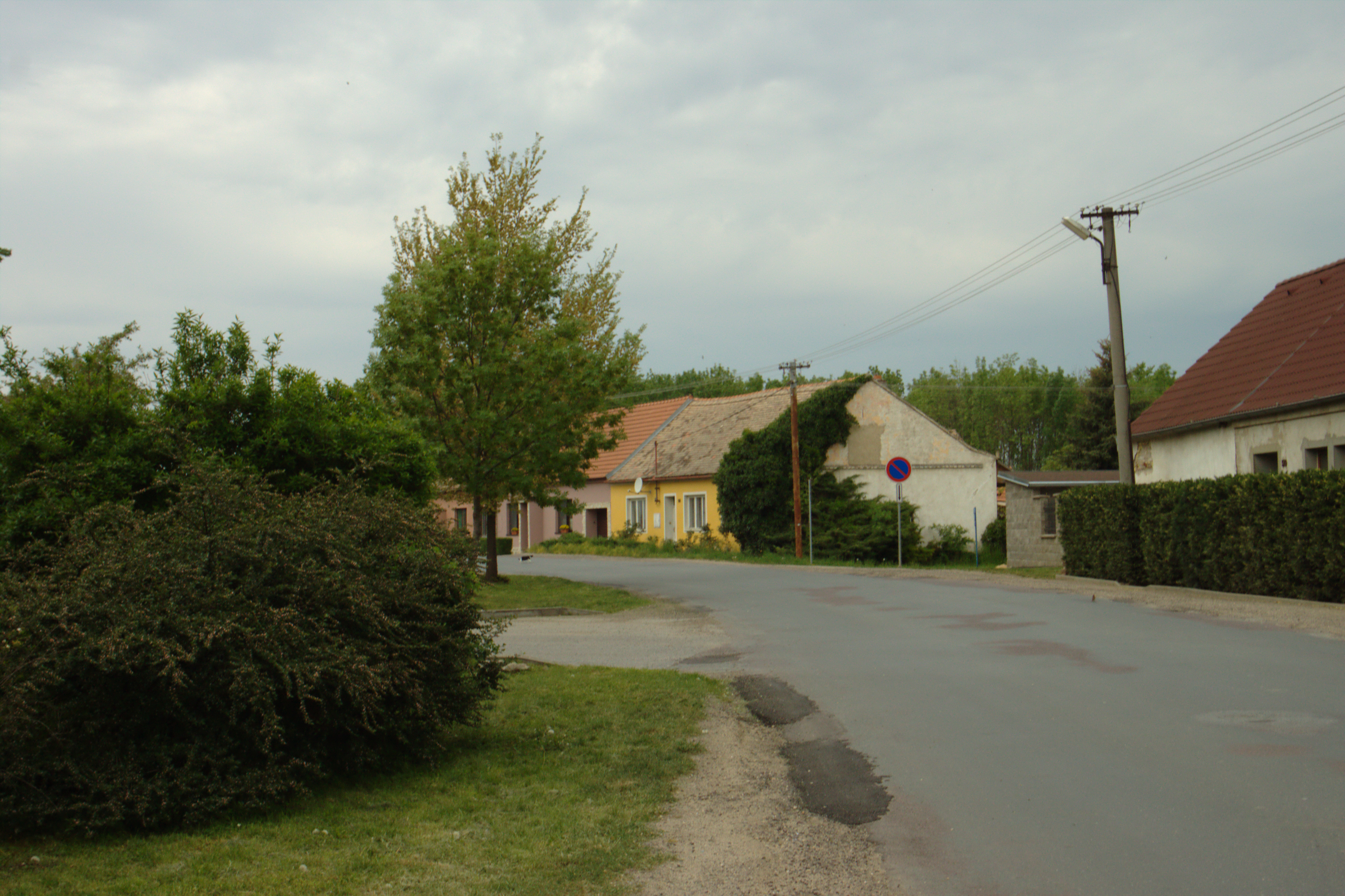
Zástavba kolem silnice, u bývalého rozhraní s Čejkovicemi
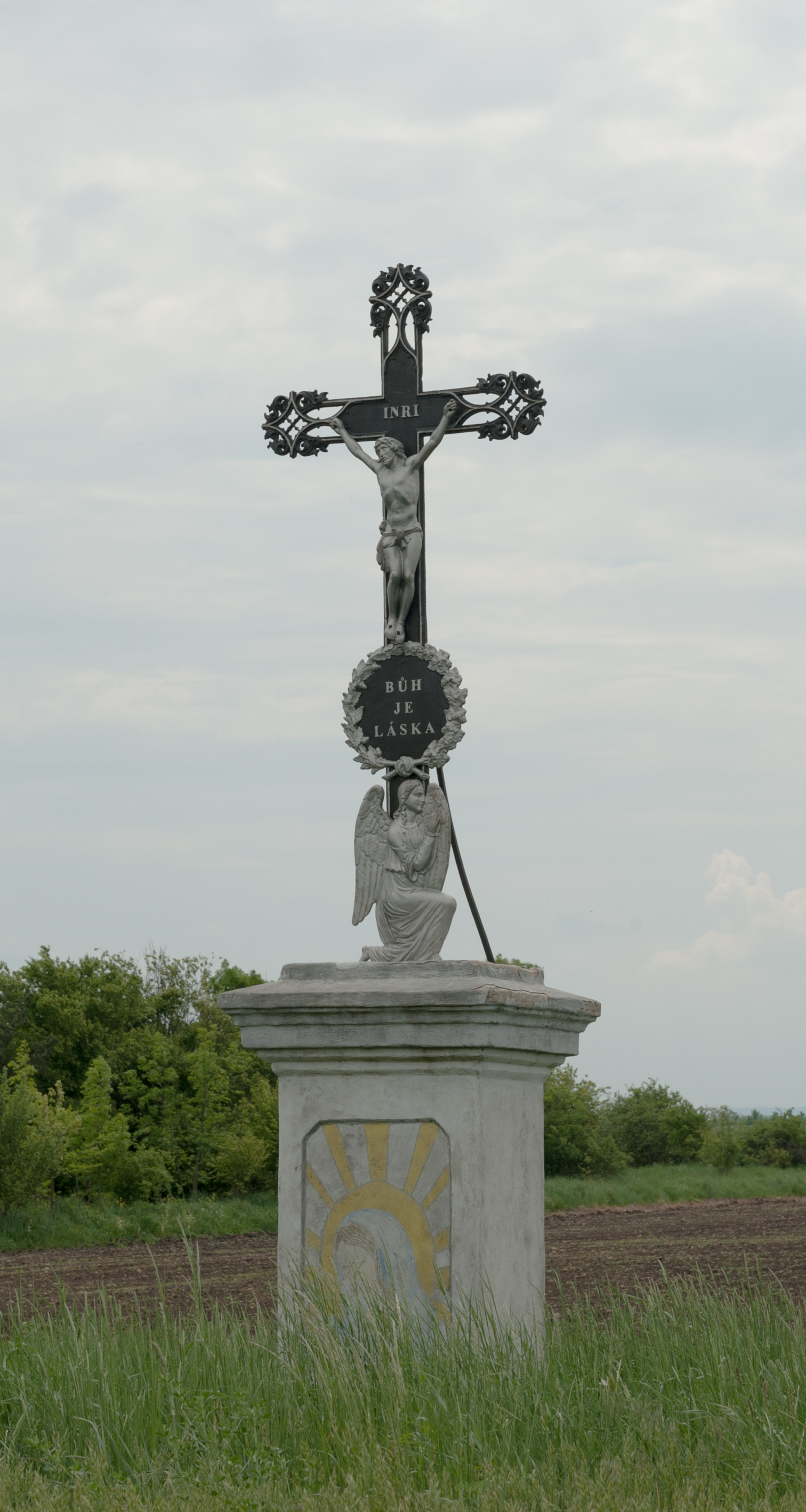
Kříž při silnici západně od Heřmanova